# Ignaz Friedman
Ignaz Friedman, (anche scritto Ignace o Ignacy; nome completo Solomon (Salomon) Isaac Freudman(n), in yiddish שְׁלֹמֹה יִצְחָק פֿרײדמאַן‎?) (Podgórze, 13 febbraio 1882 – Sydney, 26 gennaio 1948), è stato un pianista e compositore polacco.
I critici, come Harold C. Schonberg, e i colleghi, come Sergej Rachmaninov, allo stesso modo lo collocano tra i grandi virtuosi del pianoforte del suo tempo, a fianco di Leopold Godovskij, Moriz Rosenthal, Józef Hofmann e Josef Lhévinne.

## Biografia e carriera

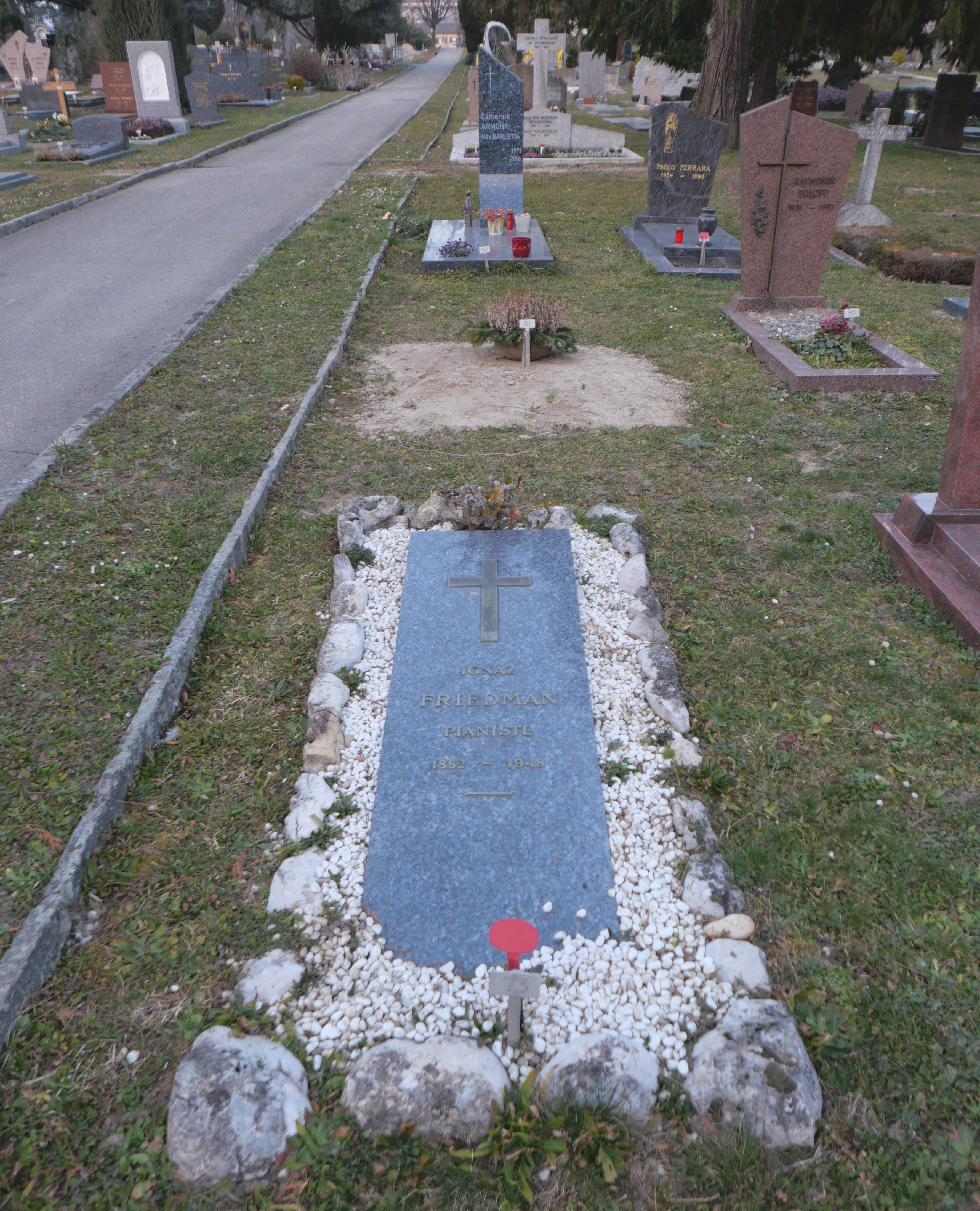
La tomba di Friedman nel cimitero di Petit-Saconnex a Ginevra, in Svizzera.

Nato da un musicista ebreo itinerante a Podgórze, nei pressi di Cracovia, Ignaz Friedman fu un bambino prodigio. Studiò con Hugo Riemann a Lipsia e Teodor Leszetycki a Vienna, e partecipò a corsi di perfezionamento di Ferruccio Busoni.
Friedman visse a Berlino fino al 1914 e si stabilì a Copenaghen nel 1920. Il suo debutto ufficiale a Vienna nel 1904 fu caratterizzato da un programma di tre concerti per pianoforte, dove rivaleggiò con programmi simili di musicisti affermati come Busoni e Godovskij e rimase un grande per tutta la sua carriera. Il suo stile era tranquillo e senza sforzo, intriso di un senso del ritmo e di colore, fondato su una notevole tecnica; molto è stato scritto in particolare circa le sue interpretazioni di Chopin.
Come con il suo connazionale e contemporaneo Moriz Rosenthal, le interpretazioni di Chopin di Friedman, in particolare quelle delle mazurche, sono considerate da molti come notevoli. Pur avendo dato 2 800 concerti durante la sua carriera, a volte ricevette recensioni tiepide in America negli anni successivi, perché i critici più giovani si stavano abituando al modo di suonare moderno che spogliava l'interpretazione romantica degli aspetti troppo enfatici. (Rachmaninov ammirava il suono di Friedman, ma potrebbe aver osservato che egli "suonava troppo per la galleria.")

## Ultimi anni e morte
Allo scoppio della Seconda guerra mondiale, Friedman era in Europa, ma riuscì a fuggire quando gli fu offerto all'ultimo momento un tour di concerti in Australia. Si stabilì a Sydney e vi rimase fino alla sua morte (avvenuta durante l'Australia Day 1948). Il suo ultimo concerto fu a Sydney il 24 luglio 1943, dopo di che la neurite della mano sinistra lo costrinse a ritirarsi definitivamente dalla carriera concertistica.

## Eredità

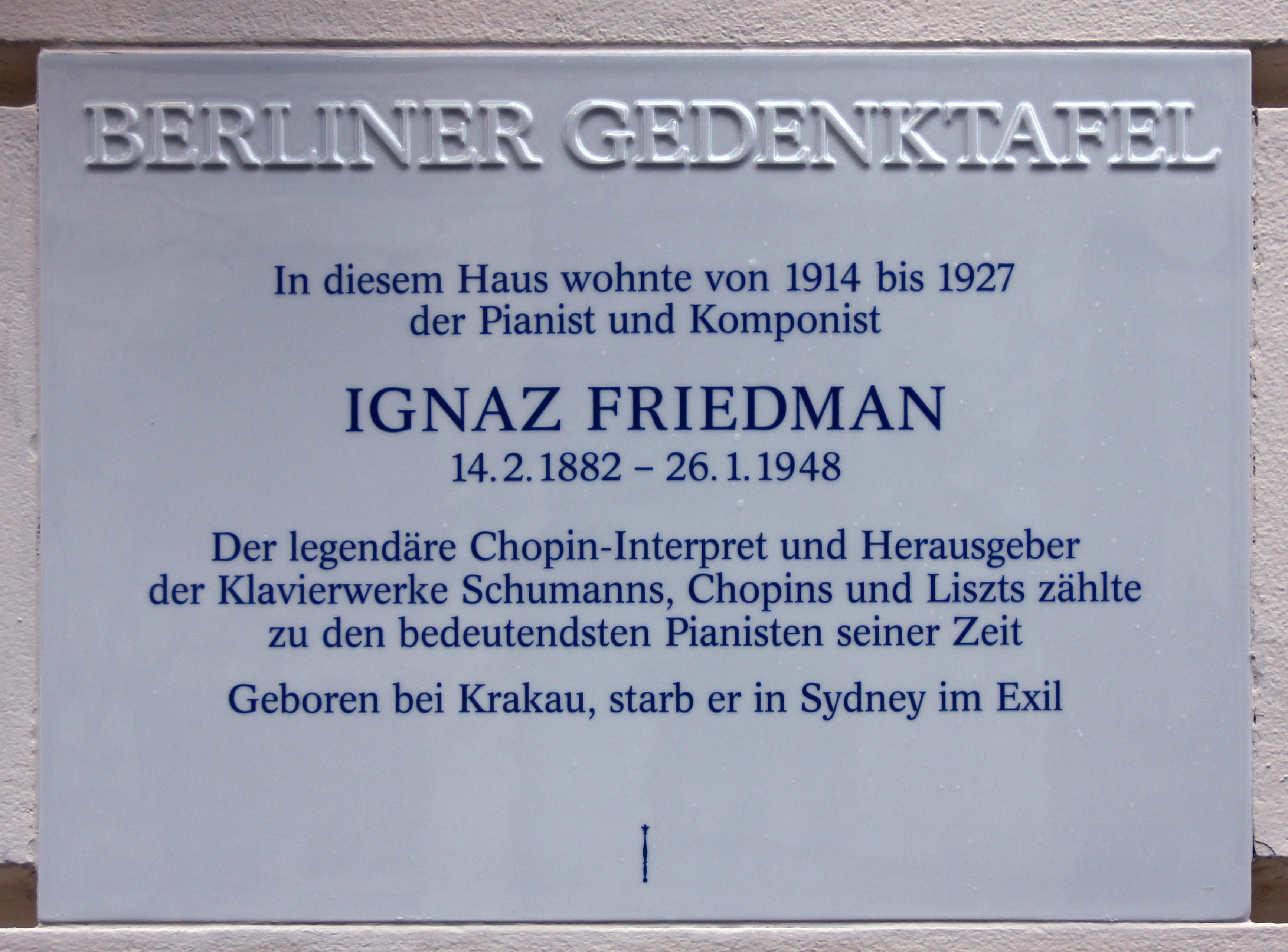
Targa commemorativa a Berlino, Pariser Straße 21, a Berlin-Wilmersdorf, Germania

Le relativamente poche registrazioni di Friedman, che sono state raccolte da Naxos Records su cinque CD, sono molto apprezzate, in particolare il suo Chopin e le sue nove Romanze Senza Parole di Mendelssohn. Come per la maggior parte degli artisti del suo tempo, che trasmettevano per radio, gran parte del suo materiale registrato è andato perduto, comprese le ore di registrazioni radiofoniche effettuate in Australia e Nuova Zelanda.
Compose più di 90 opere, per lo più miniature per pianoforte, come anche pezzi per violoncello e un quintetto per pianoforte, ma le sue composizioni non hanno trovato una nicchia nel repertorio standard. Ha arrangiato numerosi lavori, soprattutto quelli di J. S. Bach e Domenico Scarlatti.
Ha curato un'edizione quasi completa delle opere per pianoforte di Chopin e anche prodotto edizioni di Schumann e Liszt.
Il Conservatorio di Musica di Sydney assegna un premio annuale Ignaz Friedman per la composizione.
Friedman ha anche insegnato a diversi pianisti, tra cui Joseph Gurt, Ignace Tiegerman e Bruce Hungerford (anche lui morto in terra straniera durante l'Australia Day).

## Discografia

### Edizioni Naxos Historical
- Vol.1:- Beethoven: 'Moonlight' Sonata / Chopin: Mazurkas (8.110684)
- Vol.2:- Grieg: Piano Concerto / Chopin: Sonata in B Flat Minor (8.110686)
- Vol.3:- Chopin: Mazurkas (8.110690)
- Vol.4:- Mendelssohn: Songs without Words (8.110736)
- Vol.5:- English Columbia Recordings (8.111114)

### Edizioni Arbiter
- Masters of Chopin (Arbiter 158): Selezione comprendente registrazioni inedite.